# ایوان ایلیچ (نوازنده پیانو)
ایوان ایلیچ (سیریلیک صربی: Иван Илић؛ زادهٔ ۱۴ اوت ۱۹۷۸) بازیگر و نوازنده پیانو اهل ایالات متحده آمریکا است.